# Lutreolina massoia
Lutreolina massoia is een zoogdier uit de familie van de Opossums (Didelphidae). De wetenschappelijke naam van de soort werd voor het eerst geldig gepubliceerd door Martínez-Lanfranco, Flores, Jayat, & D'Elía in 2014.

## Voorkomen
De soort komt voor in de Yungas van Argentinië en Bolivia.